# 機動戦士ガンダム エクストリームバーサス フルブースト
『機動戦士ガンダム エクストリームバーサス フルブースト』（きどうせんしガンダム エクストリームバーサス フルブースト、MOBILE SUIT GUNDAM EXTREME VS. FULL BOOST）はバンダイナムコゲームスより発売され、2012年4月5日より稼働したアーケードゲーム。ガンダムシリーズを題材にしたチーム対戦型アクションゲーム『機動戦士ガンダム vs.シリーズ』の第10弾。PS3版が2014年1月30日に発売。

## 概要
基本的なゲームシステムは2010年に発売された『機動戦士ガンダム エクストリームバーサス』（EXVS）を継承しつつも数々の新要素が追加されている。キャッチコピーは「極限進化は加速する」。モビルスーツはシリーズ最多を謳っており、前作EXVSに登場したものはPlayStation 3版の追加MSを含め全て登場しつつ、更に新MSが追加されている。
なお、アーケード版は『機動戦士ガンダム エクストリームバーサス』と同様に2016年3月28日をもってネットワーク接続サービスが終了すると同時に、筐体の稼働も終了となる。

## 新要素
エクストリームゲージが溜まった後でボタン3つ同時押しで発動する「エクストリームバースト」をAタイプ・Bタイプの2種類から選択できるようになった。Aタイプは一気に攻め込む「アサルトバースト」、Bタイプはじっくり追い詰める「ブラストバースト」。また、前作ではガンダムのラストシューティングやストライクフリーダムのミーティアなど一部の機体のみが使用可能だったエクストリームバースト発動中限定の専用攻撃が「バーストアタック」として全機体に実装された。
プレイ内容を記録するICカードは、前作は使用回数に制限のある専用のものだったが、本作では「バナパスポートカード」、「セガAimeカード」、「おサイフケータイ」に対応するようになり、使用回数の制限が無くなった。
ICカードを使用することで、パイロットやプレイヤーナビのコスチュームが変更可能になった。また、ディアナ・ソレルやフレイ・アルスターといった新ナビも追加される。これらはGP（ガンダムポイント）を使用してカスタマイズを行う。GPは、基本的に獲得スコアの100分の1（小数点以下切り捨て）が獲得でき、ブランチバトルの選んだステージによって、さらにボーナスが付与される。

## 登場する機動兵器
前作の登場機体に加え、PS3版の『EXVS.』に参戦した機体（ジオング、ブルーディスティニー1号機、ジ・О、ゴトラタン、フリーダムガンダム、アストレイブルーフレームセカンドL、ガンダムデュナメス、アルケーガンダム）が追加されている。さらにギャン、ストライクノワール、ガンダムスローネドライなどの新たな機体も多数追加された。また、続編『マキシブースト』から初参戦した機体の中から数機体も、ダウンロードコンテンツとして追加参戦している。
【】内の機体はアシスト支援機体として登場する機体。■はアップデートで追加、追加予定の機体、▲はPS3版のダウンロードコンテンツにて配信された機体。
本項に記載されたもの以外に、PS3版『EXVS.』のトライアルミッションに登場したプレイヤーが使用不可の機体や戦艦が多数登場している。

### プレイヤー機体
機動戦士ガンダム
- ガンダム【ガンタンク、コア・ファイター】/ アムロ・レイ
- シャア専用ゲルググ【エルメス】/ シャア・アズナブル
- アッガイ【アッガイ、アッグ・ジュアッグ・アッグガイ】/ アカハナ
- ギャン【アッザム、シャア専用ゲルググ】/ マ・クベ
- ジオング/ シャア・アズナブル
- ▲ザクII（ドアン機）【コア・ファイター】/ ククルス・ドアン
- ▲シャア専用ザクII【シャア専用ズゴック、61式戦車】/ シャア・アズナブル

MSV（vs.シリーズ初登場）
- ▲高機動型ザクII後期型/ ジョニー・ライデン
- ▲高機動型ザクII改【ザクII】/ シン・マツナガ

MS IGLOO 一年戦争秘録
- ヅダ【ヅダ】/ ジャン・リュック・デュバル
- ヒルドルブ【ザクII】/ デメジエール・ソンネン

機動戦士ガンダム 第08MS小隊
- ガンダムEz8【陸戦型ガンダム、陸戦型ガンダム（ジム頭）、ホバートラック】/ シロー・アマダ
- グフ・カスタム【ジェット・コア・ブースター】/ ノリス・パッカード
- ▲陸戦型ガンダム【陸戦型ガンダム、陸戦型ガンダム（ジム頭）、ホバートラック】/ シロー・アマダ

機動戦士ガンダム外伝 THE BLUE DESTINY
- ブルーディスティニー1号機【ジム】/ ユウ・カジマ
- ■イフリート改[2]/ ニムバス・シュターゼン

機動戦士ガンダム0080 ポケットの中の戦争
- アレックス【ジム・スナイパーII】/ クリスチーナ・マッケンジー
- ザクII改【ハイゴッグ】/ バーナード・ワイズマン

機動戦士ガンダム0083 STARDUST MEMORY
- ガンダム試作1号機フルバーニアン【ジム・キャノンII】/ コウ・ウラキ
- ガンダム試作2号機【ドム・トローペン、ザメル】/ アナベル・ガトー
- ■ガンダム試作3号機[3]/ コウ・ウラキ
- ■ガーベラ・テトラ[4][5]【ゲルググM】/ シーマ・ガラハウ
- ▲ゲルググ（ガトー機）【リック・ドム】/ アナベル・ガトー

機動戦士Ζガンダム
- Ζガンダム【メタス】/ カミーユ・ビダン
- 百式【リック・ディアス、メタス】/ クワトロ・バジーナ（シャア・アズナブル）
- メッサーラ【（ガブスレイ】/ パプテマス・シロッコ
- ジ・O【パラス・アテネ、ボリノーク・サマーン】/ パプテマス・シロッコ
- ■ガンダムMk-II[6][7][8]【Gディフェンサー、リック・ディアス】/ エマ・シーン
- ■ハンブラビ[6][9]【ハンブラビ】/ ヤザン・ゲーブル
- ▲ガンダムMk-II（ティターンズカラー）【リック・ディアス】/ カミーユ・ビダン

ガンダム・センチネル（vs.シリーズ初登場）
- ▲■Ex-Sガンダム[注 2][10]/ Unknown(不明)[注 3]

機動戦士ガンダムΖΖ
- フルアーマーΖΖガンダム【ザク頭Ζガンダム】/ ジュドー・アーシタ
- キュベレイ【ハンマ・ハンマ、R・ジャジャ】/ ハマーン・カーン
- キュベレイMk-II（プルツー機）【バウ（グレミー機）】/ プルツー
- ■ザクIII改[11]【リゲルグ】/ マシュマー・セロ
- ▲アッガイ（ハマーン搭乗）【アッグ、ジュアッグ、アッグガイ】/ ハマーン・カーン
- ▲Ζガンダム（ルー搭乗）/ ルー・ルカ
- ▲ザク頭Ζガンダム【百式（ビーチャ搭乗）】/ イーノ・アッパーブ
- ▲ガンダムMk-II（エル搭乗）【百式（ビーチャ搭乗）、ザク頭Ζガンダム】/ エル・ビアンノ

機動戦士ガンダム 逆襲のシャア
- νガンダム/ アムロ・レイ
- サザビー【ヤクト・ドーガ（ギュネイ機）、ヤクト・ドーガ（クェス機）】/ シャア・アズナブル
- ▲リ・ガズィ/ チェーン・アギ

機動戦士ガンダム 逆襲のシャア ベルトーチカ・チルドレン
- Hi-νガンダム/ アムロ・レイ

機動戦士ガンダムUC
- ユニコーンガンダム【ジェガンD型】/ バナージ・リンクス
- クシャトリヤ/ マリーダ・クルス
- シナンジュ【ギラ・ズール（アンジェロ専用機）】/ フル・フロンタル
- デルタプラス【リゼル、ユニコーンガンダム】/ リディ・マーセナス
- ■バンシィ [12]/ マリーダ・クルス（プルトゥエルブ）
- ■ローゼン・ズール[13]/ アンジェロ・ザウパー
- ▲バンシィ・ノルン/ リディ・マーセナス
- ▲フルアーマー・ユニコーンガンダム【バンシィ・ノルン】/ バナージ・リンクス

機動戦士ガンダム 閃光のハサウェイ（vs.シリーズ初登場）
- ■Ξガンダム[14]/ マフティー・ナビーユ・エリン（ハサウェイ・ノア）
- ▲ペーネロペー/　レーン・エイム

機動戦士ガンダムF91
- ガンダムF91【ビギナ・ギナ】/ シーブック・アノー
- ベルガ・ギロス【デナン・ゾン、バグ】/ ザビーネ・シャル

機動戦士クロスボーン・ガンダム
- クロスボーン・ガンダムX1改【ペズ・バタラ】/ キンケドゥ・ナウ（シーブック・アノー）
- クロスボーン・ガンダムX2改【バタラ】/ ザビーネ・シャル
- ■クロスボーン・ガンダムX3[4][15]【クァバーゼ】/ トビア・アロナクス

機動戦士クロスボーン・ガンダム 鋼鉄の7人
- クロスボーン・ガンダムX1フルクロス【ギリ専用ビギナ・ギナII】/ トビア・アロナクス

機動戦士Vガンダム
- V2ガンダム/ ウッソ・エヴィン
- ヴィクトリーガンダム【ゾロアット】/ ウッソ・エヴィン
- ガンイージ【ガンイージ、Vガンダムヘキサ】/ ジュンコ・ジェンコ
- ゴトラタン【リグ・コンティオ】/ カテジナ・ルース
- ▲Vガンダムヘキサ【ガンイージ】/ マーベット・フィンガーハット

機動武闘伝Gガンダム
- ゴッドガンダム【風雲再起、ノーベルガンダム】/ ドモン・カッシュ
- ドラゴンガンダム【マーメイドガンダム】/ サイ・サイシー
- マスターガンダム【風雲再起】/ 東方不敗マスター・アジア
- ■ガンダムシュピーゲル[16]【ライジングガンダム】/ シュバルツ・ブルーダー
- ▲ノーベルガンダム【マンダラガンダム】/ アレンビー・ビアズリー

新機動戦記ガンダムW
- ■ウイングガンダムゼロ[17]/ ヒイロ・ユイ
- ■ガンダムエピオン[18]/ ミリアルド・ピースクラフト
- ▲ウイングガンダムゼロ（カトル搭乗）/ カトル・ラバーバ・ウィナー
- ▲アルトロンガンダム/ 張五飛
- ▲ガンダムサンドロック改【マグアナック（ラシード機）、マグアナック（アウダ機）】/ カトル・ラバーバ・ウィナー

新機動戦記ガンダムW Endless Waltz
- ウイングガンダムゼロ（EW版）【トールギスIII】/ ヒイロ・ユイ
- ガンダムヘビーアームズ改（EW版）【ガンダムサンドロック改（EW版）】/ トロワ・バートン
- トールギスIII【トーラス（ノイン機）】/ ゼクス・マーキス
- ガンダムデスサイズヘル（EW版）【アルトロンガンダム（EW版）】/ デュオ・マックスウェル

機動新世紀ガンダムX
- ガンダムダブルエックス【ガンダムエアマスターバースト、ガンダムレオパルドデストロイ、Gファルコン、Gビット】/ ガロード・ラン＆ティファ・アディール
- ガンダムヴァサーゴ・チェストブレイク【ガンダムアシュタロン・ハーミットクラブ】/ シャギア・フロスト
- ■ガンダムXディバイダー[注 5][7][19]【Gビット】/ ジャミル・ニート
- ▲ガンダムX【Gビット】/ ガロード・ラン＆ティファ・アディール

∀ガンダム
- ∀ガンダム【カプル】/ ロラン・セアック
- ターンX/ ギム・ギンガナム
- ゴールドスモー【シルバースモー】/ ハリー・オード
- ■カプル＆コレンカプル[20]【カプル】/ ソシエ・ハイム＆コレン・ナンダー
- ▲シルバースモー【シルバースモー】/ ポゥ・エイジ

機動戦士ガンダムSEED
- ストライクガンダム/ キラ・ヤマト
- ラゴゥ【バクゥ】/ アンドリュー・バルトフェルド
- フォビドゥンガンダム【レイダーガンダム、カラミティガンダム】/ シャニ・アンドラス
- プロヴィデンスガンダム/ ラウ・ル・クルーゼ
- フリーダムガンダム【ジャスティスガンダム】/ キラ・ヤマト
- ■デュエルガンダムアサルトシュラウド[19]【バスターガンダム】/ イザーク・ジュール
- ▲ブリッツガンダム【イージスガンダム】/ ニコル・アマルフィ

機動戦士ガンダムSEED ASTRAY
- ガンダムアストレイレッドフレーム / ロウ・ギュール
- ガンダムアストレイブルーフレームセカンドL【ガンダムアストレイレッドフレーム】/ 叢雲劾
- ■ガンダムアストレイゴールドフレーム天[11]/ ロンド・ギナ・サハク

機動戦士ガンダムSEED DESTINY ASTRAY（vs.シリーズ初登場）
- ▲ガンダムアストレイゴールドフレーム天ミナ/ ロンド・ミナ・サハク[注 7]

機動戦士ガンダムSEED DESTINY
- ストライクフリーダムガンダム【ミーティア】/ キラ・ヤマト
- インフィニットジャスティスガンダム【スラッシュザクファントム（イザーク機）、ミーティア】/ アスラン・ザラ
- ガナーザクウォーリア（ルナマリア機）【ブレイズザクファントム（レイ機）、インパルスガンダム】/ ルナマリア・ホーク
- デスティニーガンダム/ シン・アスカ
- インパルスガンダム/ シン・アスカ
- ■ガイアガンダム[21]【カオスガンダム、アビスガンダム】/ ステラ・ルーシェ
- ▲インフィニットジャスティスガンダム（ラクス搭乗）【ストライクフリーダムガンダム】/ ラクス・クライン
- ▲インパルスガンダム（ルナマリア搭乗）【デスティニーガンダム】/ ルナマリア・ホーク
- ▲ガイアガンダム（バルトフェルド搭乗）/ アンドリュー・バルトフェルド
- ▲ストライクルージュ（オオトリ装備）【ムラサメ】/ カガリ・ユラ・アスハ

機動戦士ガンダムSEED C.E.73 STARGAZER
- スターゲイザー【シビリアンアストレイDSSDカスタム】/ ソル・リューネ・ランジュ＆セレーネ・マクグリフ
- ストライクノワール【ヴェルデバスター】/ スウェン・カル・バヤン

機動戦士ガンダム00（ファーストシーズン）
- ガンダムエクシア【 GNアームズ TYPE-E】/ 刹那・F・セイエイ
- ガンダムデュナメス/ ロックオン・ストラトス（ニール・ディランディ）
- ガンダムスローネドライ【ガンダムスローネアイン 、ガンダムスローネツヴァイ】/ ネーナ・トリニティ

機動戦士ガンダム00（セカンドシーズン）
- ダブルオーガンダム【オーライザー、|アリオスガンダム、セラヴィーガンダム】/ 刹那・F・セイエイ
- ケルディムガンダムGNHW/R【セラヴィーガンダム】/ ロックオン・ストラトス（ライル・ディランディ）
- スサノオ/ ミスター・ブシドー（グラハム・エーカー）
- アルケーガンダム/ アリー・アル・サーシェス
- ■リボーンズガンダム[22]【ガガ】/ リボンズ・アルマーク
- ■アリオスガンダム[3]【GNアーチャー】/ アレルヤ・ハプティズム
- ▲ジンクスIII/ パトリック・コーラサワー

機動戦士ガンダム00V
- ▲アヴァランチエクシア/ 刹那・F・セイエイ

劇場版 機動戦士ガンダム00 -A wakening of the Trailblazer-
- ダブルオークアンタ【ガンダムサバーニャ最終決戦仕様、ガンダムハルート最終決戦仕様】/ 刹那・F・セイエイ
- ラファエルガンダム【セラヴィーガンダムII】/ ティエリア・アーデ
- ▲ガンダムハルート最終決戦仕様【ダブルオークアンタ】/　アレルヤ・ハプティズム＆ソーマ・ピーリス

プラモ狂四郎（vs.シリーズ初登場）
- ▲パーフェクトガンダム[23]/ 京田 四郎

ガンダムEXA（vs.シリーズ初登場）
- エクストリームガンダム（type-レオス） ゼノン・フェース/ レオス・アロイ
- ■エクストリームガンダム（type-レオス） エクリプス・フェース[9]/ レオス・アロイ
- ■エクストリームガンダム（type-レオス） アイオス・フェース[8]/ レオス・アロイ

### コストごとの機体一覧
○印は稼動当初から使用できるフルブーストの追加機体、●印はアップデート等によって使用可能となる追加機体、□印は前作PS3版の追加機体、△は前作よりコストが上方修正された機体、▽は前作よりコストが下方修正された機体、★はPS3版のダウンロードコンテンツ追加機体を指す。
プレイヤーが使用不可の機体のコストは250、戦艦は4500で統一されている。
| 原作           | コスト1000                                                             | コスト2000 | コスト2500 | コスト3000                                                             |
| -------------- | ---------------------------------------------------------------------- | --- | --- | ---------------------------------------------------------------------- |
| 『1st』        | アッガイ ★ザクII                                                       | ガンダム シャア専用ゲルググ □ジオング ○ギャン ★シャア専用ザクII                                                                                      | |                                                                        |
| 『MSV』        |                                                                        | ★高機動型ザクII後期型 ★高機動型ザクII改 | |                                                                        |
| 『IGLOO』      | ヅダ ヒルドルブ                                                        | | |                                                                        |
| 『08MS』       | ガンダムEz8 グフカスタム ★陸戦型ガンダム                               | | |                                                                        |
| 『BD』         | ●イフリート改                                                          | □ブルーディスティニー1号機 | |                                                                        |
| 『0080』       | アレックス ザクII改                                                    | | |                                                                        |
| 『0083』       |                                                                        | ガンダム試作1号機フルバーニアン ●ガーベラ・テトラ ★ゲルググ（アナベル・ガトー機）                                                                    | △ガンダム試作2号機 ●ガンダム試作3号機 |                                                                        |
| 『Ζ』          | ★ガンダムMK-II（カミーユ搭乗）                                         | 百式 メッサーラ ●ハンブラビ ●ガンダムMK-II | Ζガンダム □ジ・O |                                                                        |
| 『センチネル』 |                                                                        | | | ★●Ex-Sガンダム                                                         |
| 『ΖΖ』         | キュベレイMk-II ●ザクIII改 ★ザク頭Ζガンダム ★ガンダムMk-II（エル搭乗） | ★アッガイ（ハマーン搭乗） ★Ζガンダム（ルー搭乗） | フルアーマーΖΖガンダム キュベレイ |                                                                        |
| 『CCA』        | ★リ・ガズィ                                                            | | | νガンダム △サザビー                                                    |
| 『CCA BC』     |                                                                        | | | Hi-νガンダム                                                           |
| 『UC』         |                                                                        | デルタプラス ▽クシャトリヤ ●ローゼン・ズール | シナンジュ ●バンシィ | ユニコーンガンダム ★バンシィ・ノルン ★フルアーマー・ユニコーンガンダム |
| 『ハサウェイ』 |                                                                        | | | ●Ξガンダム ★ペーネロペー                                               |
| 『F91』        | ベルガ・ギロス                                                         | F91 | |                                                                        |
| 『XB』         |                                                                        | ▽クロスボーン・ガンダムX2改 | クロスボーン・ガンダムX1改 ●クロスボーン・ガンダムX3 | クロスボーン・ガンダムX1フルクロス                                     |
| 『V』          | ガンイージ ○ヴィクトリーガンダム ★Vガンダムヘキサ                      | | □ゴトラタン | V2ガンダム                                                             |
| 『G』          |                                                                        | ドラゴンガンダム ●ガンダムシュピーゲル ★ノーベルガンダム                                                                                             | ゴッドガンダム | マスターガンダム                                                       |
| 『W』          |                                                                        | ★ガンダムサンドロック改 | ★ウイングガンダムゼロ（カトル搭乗） ★アルトロンガンダム | ●ウイングガンダムゼロ ●ガンダムエピオン                                |
| 『W EW』       |                                                                        | ガンダムヘビーアームズ改（EW版） | トールギスIII ガンダムデスサイズヘル（EW版） | ウイングガンダムゼロ（EW版）                                           |
| 『X』          |                                                                        | | △ガンダムヴァサーゴ・チェストブレイク ●ガンダムXディバイダー ★ガンダムX | ガンダムダブルエックス                                                 |
| 『∀』          |                                                                        | ゴールドスモー ●カプル＆コレンカプル ★シルバースモー                                                                                                 | | ∀ガンダム ターンX                                                      |
| 『SEED』       | ラゴゥ ●デュエルガンダムアサルトシュラウド                             | ストライクガンダム フォビドゥンガンダム プロヴィデンスガンダム ★ブリッツガンダム                                                                     | □フリーダムガンダム |                                                                        |
| 『ASTRAY』     |                                                                        | ガンダムアストレイレッドフレーム □ガンダムアストレイブルーフレームセカンドL ●ガンダムアストレイゴールドフレーム天                                    | ★ガンダムアストレイゴールドフレーム天ミナ |                                                                        |
| 『DESTINY』    | ★インフィニットジャスティスガンダム（ラクス搭乗）                      | ガナーザクウォーリア ●ガイアガンダム ★インパルスガンダム（ルナマリア搭乗） ★ガイアガンダム（バルトフェルド搭乗） ★ストライクルージュ（オオトリ装備） | インフィニットジャスティスガンダム ○インパルスガンダム | ストライクフリーダムガンダム デスティニーガンダム                      |
| 『STARGAZER』  |                                                                        | ○スターゲイザー | ○ストライクノワール |                                                                        |
| 『00』         | ●アリオスガンダム ★GN-XIII                                             | ガンダムエクシア □ガンダムデュナメス ○ガンダムスローネドライ                                                                                         | ケルディムガンダムGNHW/R □アルケーガンダム △スサノオ | ダブルオーガンダム ●リボーンズガンダム                                 |
| 『00V』        |                                                                        | | ★アヴァランチエクシア |                                                                        |
| 『劇場版00』   |                                                                        | | ラファエルガンダム | ダブルオークアンタ ★ガンダムハルート最終決戦仕様                       |
| 『EXA』        |                                                                        | | ○エクストリームガンダム（type-レオス） ゼノン・フェース ●エクストリームガンダム（type-レオス） エクリプス・フェース ●エクストリームガンダム（type-レオス） アイオス・フェース |                                                                        |

### ボス・最終ボス
『機動戦士ガンダム』より
- ザクレロ/ デミトリー
- ジオング（完成機）/ シャア・アズナブル
- ビグ・ザム[17]/ ドズル・ザビ

『連邦VS.ジオン』シリーズ以来の参戦。今作ではIフィールドバリヤを使用しない。覚醒すると紫のオーラを纏い、後頭部にドズルが銃を撃ちながら乗っているのが確認できる。
『機動戦士ガンダム 第08MS小隊』より
- アプサラスII/ アイナ・サハリン

『機動戦士Ζガンダム』より
- サイコガンダムMk-II/ ロザミア・バダム

ブランチバトルコースでは一人プレイ時の出現ステージの僚機がΖガンダムなので、ロザミアの口調がロザミィ口調となる。
『機動戦士ガンダムΖΖ』より
- サイコガンダムMk-II/ プルツー
- クィン・マンサ/ プルツー

『機動戦士ガンダムUC』より
- シャンブロ[19]【ザクI・スナイパータイプ&ファット・アンクル改、ジュアッグ、ドム・トローペン】/ ロニ・ガーベイ

ボスラッシュコースでは最終ボスを務めるだけあり、本作ボス機体の中でもトップクラスの強さを誇る。正面からの射撃武器を無効化するサイコ・フィールドと、威力の高いメガ粒子砲とクロー使用する。またボス機体には珍しくアシストを複数持つ。
『機動戦士ガンダムF91』より
- ラフレシア/ カロッゾ・ロナ

『機動戦士クロスボーン・ガンダム』より
- ディビニダド[19]/ クラックス・ドゥガチ

ボスラッシュコースでは10機出現する。
『機動戦士ガンダムSEED DESTINY』より
- デストロイガンダム/ ステラ・ルーシェ

前作と異なり、MA形態は時限式となった。
『機動戦士ガンダム00』より
- GNアーマーTYPE-D/ ロックオン・ストラトス（ニール・ディランディ）
- レグナント[19]/ ルイス・ハレヴィ

『機動戦士ガンダム エクストリームバーサス』より
- エクストリームガンダム/ ex-（イクス）

前作に引き続き最終ボスを務める。第4の新たな進化形態である機動神話形態「ミスティック・フェイズ」が追加された。
その詳細は「エクストリームガンダム」にて。

### 本作オリジナル機体

#### エクストリームガンダム（type-レオス）
前作のアーケードモードやトライアルミッションの最終ステージに登場した、人工知能が進化した意識体・ex-（イクス）の宿るエクストリームガンダムを基に、パイロットのレオスが操縦・制御できるように、「常識的」な機体にデチューン（下方調整）して製作された赤いエクストリームガンダム。本作品と連動する物語を描く、「ガンダムvs.シリーズ」10周年記念漫画『ガンダムEXA』にも登場し、その主人公であるレオス・アロイがパイロットを務める。機体各所にある発光パーツは、常に発光しているオリジナルのエクストリームガンダムとは違い基本形態時は発光しておらず、各形態の極限進化状態になると黄色に発光する。
機体解説
木星の軌道衛星上の宇宙ステーション「ジュピターX (テン)」にあるデータベース「GA (ジェネラルアンサー)」に内包された、様々な「GAデータ」にダイブし、人類進化の鍵を探す役目を持った「Gダイバー」の青年レオス・アロイに、立体映像ナビゲーター「ホロアクター」のセシア・アウェアが譲渡した機体。
ex-（イクス）の宿るオリジナルのエクストリームガンダムを基に製作されてはいるが、パイロットのレオスが操縦・制御できる「常識的」な機体にデチューン（下方調整）して製作されているため、オリジナルのエクストリームガンダムの様な、人智を超えた絶対的な戦闘能力までは有していない。しかし、レオスがダイブしたGAデータで得た戦闘経験を、最大限に生かす形状に進化することが可能で“極限”の可能性を秘めた機体ともいえる。
基本形態時の武装はヴァリアブル・ガン、ビーム・サーベル×2、ビーム・ダガー×2、シールド。
形態バリエーション
ゼノン・フェース
格闘戦に特化したMS技術が発展した世界でのGAデータを得て進化した格闘進化形態。
その武器はあらゆる兵器をも凌駕する、鋼鉄の拳である。オリジナルのエクストリームガンダムのタキオン・フェイズの武器、タキオンスライサーも持つ。
搭乗するレオスもまたドモン・カッシュを始めとする熱き魂の影響を受け、この形態へと進化した後の彼は燃えたぎる心と後先を考えぬ勇気を併せ持つ、極限の漢（おとこ）へと変貌する。
エクリプス・フェース
射撃戦に特化したMS技術が発展した世界でのGAデータを得て進化した射撃進化形態。
その武器はあらゆる兵器をも凌駕する射撃兵器であり、極限進化状態になるとオリジナルのエクストリームガンダムのカルネージ・フェイズの規格外の武器を限定的に再現できるようになる他、各種ミッションに最適化された「オプションパック」として、カルネージ・ストライカーとエクリプス･クラスターが追加装備される。
搭乗するレオスもまた叢雲劾やヒイロ・ユイなど歴戦の兵士の魂の影響を受け、この形態へと進化した後の彼は何事にも動じない冷静な判断力を持つ、極限の兵士へと変貌する。
アイオス・フェース
遠隔操作兵器によるオールレンジ攻撃に特化したMS技術が発展した世界でのGAデータを得て進化したファンネル進化形態。
オリジナルのエクストリームガンダムのイグニス・フェイズから受け継がれた遠隔操作兵器のデータをレオス用にデチューンしており、Hi-νやストライクフリーダムに似た翼から分離して使用する「アリス・ファンネル」が特徴。極端にまで進化したオリジナルのイグニス・フェイズとは異なり、近接戦や通常射撃にも対応した武器も装備している。
搭乗するレオスもまたキラ・ヤマト、刹那・F・セイエイなどを始めとする純情な革新者たちの願いへと同化し、この形態へと変化した後の彼は無尽蔵の愛と諦めぬ心で世界と向き合う、極限の理想家として開花する。
EXA・フェース（エグザ・フェース）
上記の三つの形態全てのパーツを装備し、それらの特徴をすべて併せ持った極限進化加速形態。EXA・フルバースト使用時に見ることができる。
商品展開
バンダイのROBOT魂シリーズにてゼノン・フェースが2013年4月13日発売。パーツの差し替え・変形により通常形態・進化・極限進化状態を再現できる。なおエクリプス・フェース（極限進化状態の追加パーツはなし）及びアイオス･フェースはパーツ単位で魂ウェブ商店での限定販売となり、2013年9月発送。各パーツを同時に装備させることにより、上述のEXA・フェースも再現可能な仕様になっている。

## 音楽

### テーマ曲
FIGHT IT OUT feat. K(Pay money To my Pain)
難波章浩と上田剛士による本作のテーマ曲。

### 戦闘中BGM
| タイトル                                                  | 楽曲名                                          | 唄                            | 備考                                                                                |
| --------------------------------------------------------- | ----------------------------------------------- | ----------------------------- | ----------------------------------------------------------------------------------- |
| 機動戦士ガンダム                                          | 翔べ!ガンダム                                   | 池田鴻                        | TV版オープニングテーマ。『NEXT』から復活                                            |
| 機動戦士ガンダム                                          | 颯爽たるシャア                                  | 劇中楽曲(渡辺岳夫、松山祐士 ) | 『連邦vsジオン』シリーズからの復活。                                                |
| 機動戦士ガンダム MS IGLOO                                 | 機動戦                                          | 劇中楽曲(大橋恵)              |                                                                                     |
| 機動戦士ガンダム外伝 THE BLUE DESTINY                     | 戦慄のブルー                                    | ゲームBGM(山田耕治)           | セガサターン版機動戦士ガンダム外伝IIより。原曲は「THUNDER CLAP」。                  |
| 機動戦士ガンダム 第08MS小隊                               | 嵐の中で輝いて                                  | 米倉千尋                      | 『GvsG』シリーズから続投                                                            |
| 機動戦士ガンダム0080                                      | いつか空に届いて                                | 椎名恵                        | 『GvsG』シリーズから続投                                                            |
| 機動戦士ガンダム0083                                      | MEN OF DESTINY                                  | MIQ                           | 後期オープニング曲 『NEXT』からの復活                                               |
| 機動戦士ガンダム0083                                      | ASSAULT WAVES                                   | 劇中楽曲(萩田光男)            |                                                                                     |
| 機動戦士Ζガンダム                                         | モビルスーツ戦                                  | 劇中楽曲(三枝成章)            | 終楽章「激戦の果て」前半部分。『NEXT』『NEXT PLUS』から続投だがアレンジされている。 |
| 機動戦士Ζガンダム                                         | 艦隊戦                                          | 劇中楽曲(三枝成章)            | 『エゥーゴvs.ティターンズ』シリーズからの復活。現時点で出撃ムービーのみ             |
| 機動戦士Ζガンダム                                         | 宇宙を駆ける                                    | 劇中楽曲(三枝成章)            | 終楽章「ゼータ発動」のループ                                                        |
| 機動戦士Ζガンダム                                         | Metamorphoze～メタモルフォーゼ～                | GACKT                         | 劇場版「機動戦士Ζガンダム A New Translation -星を継ぐ者-」オープニングテーマ        |
| ガンダム・センチネル                                      | Superior Attack                                 | ゲームBGM（おおくまけんいち） | 『SDガンダム GGENERATION』シリーズのアレンジ版。                                    |
| 機動戦士ガンダムΖΖ                                        | アニメじゃない                                  | 新井正人                      | 前期オープニングテーマ。『NEXT』から復活。                                          |
| 機動戦士ガンダム 逆襲のシャア                             | SALLY <出撃>                                    | 劇中楽曲(三枝成章)            |                                                                                     |
| 機動戦士ガンダム 逆襲のシャア                             | SWAN <白鳥>                                     | 劇中楽曲(三枝成章)            |                                                                                     |
| 機動戦士ガンダム 閃光のハサウェイ                         | その名はマフティー・ナビーユ・エリン            | ゲームBGM（おおくまけんいち） | 『SDガンダム GGENERATION』シリーズのアレンジ版。                                    |
| 機動戦士ガンダムUC                                        | UNICORN                                         | 劇中楽曲(澤野弘之)            | 『EXVS』から続投。                                                                  |
| 機動戦士ガンダムUC                                        | MOBILE SUIT                                     | 劇中楽曲(澤野弘之)            |                                                                                     |
| 機動戦士ガンダムF91                                       | 君を見つめて-The time I'm seeing you-           | 森口博子                      | イメージソング                                                                      |
| 機動戦士クロスボーン・ガンダム                            | 宇宙海賊クロスボーン・バンガード 戦闘テーマ     | ゲームBGM（おおくまけんいち） | 『EXVS』から続投。                                                                  |
| 機動戦士クロスボーン・ガンダム                            | スカルハート見参 (トビア・アロナクス戦闘テーマ) | ゲームBGM（おおくまけんいち） | 『EXVS』から続投。                                                                  |
| 機動戦士クロスボーン・ガンダム                            | 帝国からの襲撃 (木星帝国軍戦闘テーマ)           | ゲームBGM（おおくまけんいち） | 悪の木星帝国(ジュピター・エンパイア)のテーマ。『EXVS』から続投                      |
| 機動戦士Vガンダム                                         | Don't Stop! Carry On!                           | RD                            | 後期オープニングテーマ                                                              |
| 機動戦士Vガンダム                                         | 夏に春の祭典を!                                 | 劇中楽曲(千住明)              |                                                                                     |
| 機動武闘伝Gガンダム                                       | FLYING IN THE SKY                               | 鵜島仁文                      | 前期オープニングテーマ                                                              |
| 機動武闘伝Gガンダム                                       | 我が心 明鏡止水 -されどこの掌は烈火の如く-      | 劇中楽曲(田中公平)            | 劇中ではゴッドフィンガーを使用する場面で使用された。                                |
| 機動武闘伝Gガンダム                                       | 燃え上がれ闘志-忌まわしき宿命を越えて           | 劇中楽曲(田中公平)            | 劇中ではシャイニングフィンガーを使用する場面で使用された。                          |
| 新機動戦記ガンダムW                                       | 思春期を殺した少年の翼                          | 劇中楽曲(大谷幸)              | 劇中ではウイングガンダムの戦闘で流れた。                                            |
| 新機動戦記ガンダムW Endless Waltz                         | WHITE REFLECTION                                | TWO-MIX                       | OVA版ED                                                                             |
| 機動新世紀ガンダムX                                       | DREAMS                                          | ROMANTIC MODE                 | 前期オープニング曲                                                                  |
| ∀ガンダム                                                 | ターンAターン                                   | 西城秀樹                      | 前期オープニング曲                                                                  |
| ∀ガンダム                                                 | Final shore～おお、再臨ありやと                 | 劇中楽曲(菅野よう子)          |                                                                                     |
| 機動戦士ガンダムSEED                                      | INVOKE                                          | T.M.Revolution                | 第1クールオープニング曲                                                             |
| 機動戦士ガンダムSEED                                      | 戦闘部隊                                        | 劇中楽曲(佐橋俊彦)            |                                                                                     |
| 機動戦士ガンダムSEED                                      | 悪の3兵器                                       | 劇中楽曲(佐橋俊彦)            | 劇中ではフォビドゥン、カラミティ、レイダーの戦闘で流れた。                          |
| 機動戦士ガンダムSEED                                      | 翔べ！フリーダム                                | 劇中楽曲(佐橋俊彦)            | 本来は『SEED DESTINY』の楽曲。                                                      |
| 機動戦士ガンダムSEED ASTRAY                               | Zips                                            | T.M.Revolution                | 『ガンダムSEED MSV』テーマ曲。                                                      |
| 機動戦士ガンダムSEED DESTINY                              | Ignited                                         | T.M.Revolution                | 第1クールオープニング曲                                                             |
| 機動戦士ガンダムSEED DESTINY                              | キラ、その心のままに                            | 劇中楽曲(佐橋俊彦)            | 劇中ではデスティニーとストライクフリーダムの戦闘で流れた。                          |
| 機動戦士ガンダムSEED DESTINY                              | 復讐 ～フリーダム撃破                           | 劇中楽曲(佐橋俊彦)            | 劇中ではインパルスとフリーダムの戦闘で流れた。                                      |
| 機動戦士ガンダムSEED DESTINY                              | 妖気と微笑み                                    | 劇中楽曲(佐橋俊彦)            | 劇中ではエグザス戦、アビスガンダム戦で流れた。                                      |
| 機動戦士ガンダムSEED C.E.73 STARGAZER                     | STARGAZER ～星の扉                              | 根岸さとり                    | テーマソング。                                                                      |
| 機動戦士ガンダム00                                        | 泪のムコウ                                      | ステレオポニー                | セカンドシーズン後期オープニング曲。曲調はTVサイズ版。                              |
| 機動戦士ガンダム00                                        | TRANS-AM RAISER                                 | 劇中楽曲(川井憲次)            | 劇中ではイノベイターとの最終決戦で流れた。                                          |
| 機動戦士ガンダム00                                        | COUNTERATTACK                                   | 劇中楽曲(川井憲次)            | 劇中では国連軍戦、スローネツヴァイ戦などで流れた。                                  |
| 機動戦士ガンダム00                                        | DECISIVE BATTLE                                 | 劇中楽曲(川井憲次)            | 劇場版風にアレンジされている。                                                      |
| 機動戦士ガンダム00                                        | Scramble                                        | 劇中楽曲(川井憲次)            | 劇中ではアルケーガンダム戦、レグナント戦などで流れた。                              |
| 劇場版 機動戦士ガンダム00 -A wakening of the Trailblazer- | 閉ざされた世界                                  | THE BACK HORN                 | 劇場版オープニングテーマ                                                            |
| 劇場版 機動戦士ガンダム00 -A wakening of the Trailblazer- | ENVOY FROM JUPITER                              | 劇中楽曲（川井憲次）          | 「Fight」のアレンジ部分のみ。                                                       |
| ガンダムEXA                                               | Divine Act -The EXTREME-revised                 | バンダイナムコゲームス        | PS3版『EXVS』の楽曲。                                                               |
| 機動戦士ガンダム エクストリームバーサス                   | The End of Authority                            | バンダイナムコゲームス        | エクストリームガンダム戦。                                                          |

### 収録曲
PS3版にて発売した『プレミアムGサウンドエディション』に収録した楽曲。
ボーカル曲以外はバンダイナムコゲームスの音楽スタッフによるアレンジ曲となっている。
機動戦士ガンダム
- シャアが来る
歌：堀光一路
- めぐりあい
歌：井上大輔
- 哀・戦士
歌：井上大輔
- 赤い彗星

機動戦士ガンダム 第08MS小隊
- 10 YEARS AFTER
歌：米倉千尋

機動戦士ガンダム 0083
- THE WINNER
歌：松原みき

機動戦士Ζガンダム
- 閃光の中のMS

機動戦士ガンダムΖΖ
- 宇宙のジュドー
- サイレント・ヴォイス
歌：ひろえ純

機動戦士ガンダム 逆襲のシャア
- BEYOND THE TIME (メビウスの宇宙を越えて)
歌：TM NETWORK

機動戦士ガンダムUC
- merry-go-round
歌：CHEMISTRY

機動戦士ガンダムF91
- ETERNAL WIND〜ほほえみは光る風の中〜
歌：森口博子

機動戦士Vガンダム
- STAND UP TO THE VICTORY
歌：川添智久
- WINNERS FOREVER〜勝利者よ〜
歌：infix

機動武闘伝Gガンダム
- Trust You Forever
歌：鵜島仁文

新機動戦記ガンダムW
- LAST IMPRESSION
歌：TWO-MIX
- RHYTHM EMOTION
歌：TWO-MIX
- It's Just Love!
歌：大石ルミ

機動新世紀ガンダムX
- Resolution
歌：ROMANTIC MODE

∀ガンダム
- CENTORY COLOR
歌：RAY-GUNS

機動戦士ガンダムSEED
- Believe
歌：玉置成実
- あんなに一緒だったのに
歌：See-Saw
- STRIKE出撃

機動戦士ガンダムSEED DESTINY
- Life Goes On
歌：有坂美香
- PRIDE
歌：HIGH and MIGHTY COLOR
- Reason
歌：玉置成実
- 君は僕に似ている
歌：See-Saw
- 覚醒シン・アスカ

機動戦士ガンダム00
- DAYBREAK'S BELL
歌：L'Arc〜en〜Ciel
- 儚くも永久のカナシ
歌：UVERworld

機動戦士ガンダム エクストリームバーサス
- Prominence-revised
- Battle Fou Cast
- Existens
- Divine Act-The EXTREME-
- The End of Authority revised